# Saint-Faust
Saint-Faust is een gemeente in het Franse departement Pyrénées-Atlantiques (regio Nouvelle-Aquitaine) en telt 730 inwoners (1999). De plaats maakt deel uit van het arrondissement Pau.

## Geografie
De oppervlakte van Saint-Faust bedraagt 13,4 km², de bevolkingsdichtheid is 54,5 inwoners per km².
De onderstaande kaart toont de ligging van Saint-Faust met de belangrijkste infrastructuur en aangrenzende gemeenten.

## Demografie
Onderstaande figuur toont het verloop van het inwonertal (bron: INSEE-tellingen).